# Lof
Pour les articles homonymes, voir LOF.

Voile prenant du vent.

Le lof est un terme utilisé en navigation maritime pour désigner le bord du navire au vent (recevant le vent).
Par extension, l'aulofée est l'action par laquelle un voilier change de direction en se rapprochant du lit du vent (de la direction d'où souffle le vent). Son contraire est l'abattée ou l'arrivée.
Un voilier en route a une tendance naturelle, lorsque sa vitesse augmente, à partir « au lof » ou « à l'auloffée », c’est-à-dire de remonter vers le vent. On dit alors qu'il est « ardent ». Certains navires ne présentent pas cette caractéristique ou les réglages de voiles l'en empêchant, ils partent « à l'abattée » ; on dit alors qu'ils sont « mous ». Un voilier qui part au lof rentre brutalement dans le vent, se couche sur l'eau et risque des avaries très graves si l'on ne libère pas immédiatement les écoutes pour laisser battre les voiles. 

## Terme ancien de la marine à voile
Un lof, substantif masculin de sens analogue à l'anglo-saxon weather side, luff, loof ou tacke, désigne le bord ou côté d'un navire qui se trouve frappé par le vent, soit la joue du côté du vent ou la joue au vent du navire à voile.
Le grand lof ou sa variante le lof de grande voile, le lof de misaine indiquent les points inférieurs de ces voiles avec leurs poulies. Ces points permettent de serrer et amurer, border et carguer lesdites voiles. 

## Expressions anciennes ou actuelles
Il existe une demi-douzaine d'expressions ou d'ordre usitant ce terme. Si virer lof pour lof est une façon de virer de bord, faire péter un lof signifie un coup. [réf. souhaitée]

### Lof!
Il s'agit de l'ordre au timonier de diriger la barre de gouvernail de manière que le navire loffe ou vienne au vent. L'équivalent anglais est : luf ou loof.

### Lof au plus près!
Lof au plus près est l'ordre de loffer pour l'allure du plus près. Il correspond à l'anglo-saxon : luf, touch the wind.

### Lof tout!
Lof tout (luff all, luff around, Hans a lee [réf. nécessaire]) est une invite à loffer autant que possible.

### Lof à la risée
Le lof à la risée est l'art de profiter de la risée ou de l'augmentation d'intensité du vent qui souffle, de manière à gagner au plus vite au vent, par conséquent à loffer au mieux. Mais il peut s'agir aussi, dans un autre environnement, de diminuer l'effet puissant du vent sur les voiles afin d'empêcher le navire de trop se coucher sur le côté. L'expression anglaise poètique est : Luf while it blows.

### Virer «lof pour lof»
Voilà une expression de la marine ancienne, celle des vaisseaux à voiles carrées, où il était difficile de ramener la proue du navire pour virer face au vent : aussi le virement de bord était fait en passant par l'allure du vent arrière, on virait de bord « lof pour lof », ce qui revient à faire un empannage.
Dans la plupart des cas c'est une expression qui désignait le fait qu'un navire ou une flotte change complètement d'amure, c'est-à-dire de côté de vent, tout en gardant le même largue. Avec les navires des XVIIe et XVIIIe siècles cette manœuvre délicate prenait plusieurs dizaines de minutes.

### Lof en régate: Loffing match
Lors d'une section de parcours disputée au louvoyage, le bateau sous le vent a priorité et peut éventuellement tenter de loffer plus près du vent que son adversaire pour lui bloquer le passage. Dans cette situation beaucoup dépend de la qualité respective des bateaux, de l'habileté des barreurs, voire de leurs capacités physiques.
Si le bateau sous le vent loffe assez tôt et assez haut pour bloquer son adversaire et lui infliger le vent perturbé créé par ses propres voiles, il prend la position tactique dite « favorable sous le vent »… Si son adversaire ne vire pas de bord immédiatement pour trouver du vent frais (ce qui peut être impossible de par la présence d'autres bateaux prioritaires), il devra loffer pour éviter le contact, ralentira et subira  immanquablement à court terme un retard équivalent à plusieurs hauteurs de mât.
Si, par contre, malgré le lof du bateau sous le vent, celui situé au vent parvient à « coiffer » son adversaire sans qu'il y ait contact entre les deux bateaux, c'est le bateau sous le vent qui se retrouve assez rapidement dans la « position sans issue », sous le vent et un peu en arrière de son adversaire, dans le « cône de déventement » de ses voiles et son adversaire peut éventuellement le contrôler (on dit aussi couvrir ou marquer) avec une série de virements de bord pour rester devant lui quoi qu'il arrive (tactique fréquente en match-racing à deux bateaux sur le dernier louvoyage menant à la ligne d'arrivée).
Sur un bord de largue, un loffing match peut aussi s'engager mais il risque d'avoir pour effet de favoriser un troisième larron car les deux bateaux engagés dans un loffing match s'écartent de la route direct vers la prochaine bouée et rallongent leur route inconsidérément

## «Lofer» et louvoyer
On dit ou écrit en français « lofer » ou « loffer », autrefois encore oloffer ou auloffer pour indiquer l'action contraire de « laisser porter ». L'objectif par une direction du gouvernail et une manœuvre des voiles adéquates est de suivre la direction du vent et de remonter dans le vent sans manœuvrer. On loffe en se rapprochant du lit du vent, par exemple en bordant le foc, puis la grande voile.
Loffer (to luf, to loof, to touch the wind) peut aussi se dire venir au lof, venir du lof, venir au vent. L'axe vertical du navire depuis la quille est pointé vers l'avant, ouvrant un angle le moins ouvert possible avec la direction du vent.
Selon la plupart des dictionnaires, lof vient du moyen-néerlandais loef signifiant côté du vent. Mais ce terme n'a pas été prouvé avant le XVIe siècle. Faut-il conclure avec le lexicologue bretonnant Albert Deshayes que le terme lof provienne de la conjugaison du verbe gaulois louiato, au sens de piloter, diriger. [réf. souhaitée] La racine celtique louios se retrouve dans le vieux breton leu, gouvernail, barre et a engendré le verbe breton lewiañ piloter, (se) diriger, gouverner.
Vers 1155, l'ancien français lof indique simplement un coin inférieur d'une basse voile qui reste du côté du vent. Le terme lofuyer apparaît en 1529 avec le sens de remonter au vent, remonter dans le vent, tirer des bords. Un navire qui louvoie reçoit le vent alternativement par chacun de ses côtés et navigue le plus près possible de son lit, afin de gagner la direction d'où souffle ce vent. Les amures de ces voiles sont tantôt d'un côté, tantôt de l'autre. D'où le sens figuré pris par le verbe louvoyer de marcher en zigzaguant et un autre sens de plus en plus péjoratif d'absence totale de franchise ou d'art de la manipulation louche dans les affaires humaines.